# Dam (Amsterdam)

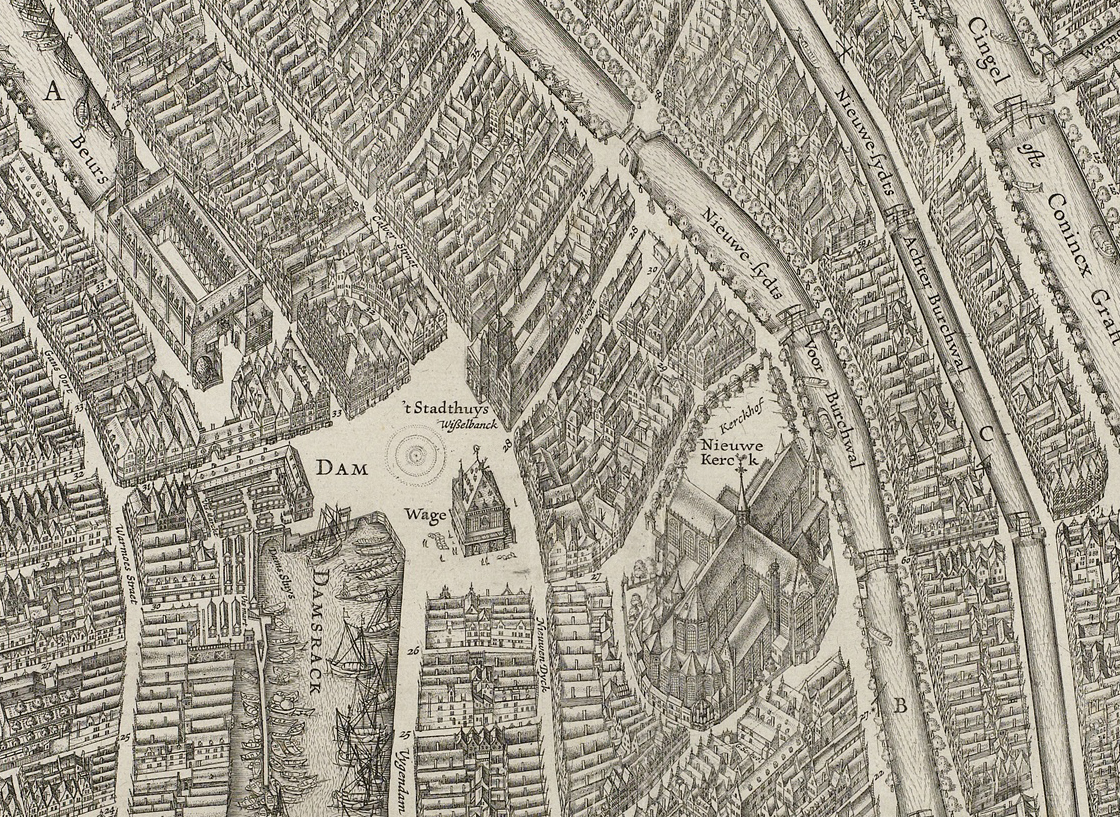
Přehrada na řece Amstel mezi Damrakem a Rokinem. Uprostřed budova pro vážení Waag, detail mapy od Balthasara Florisze van Berckenroda z roku 1625.

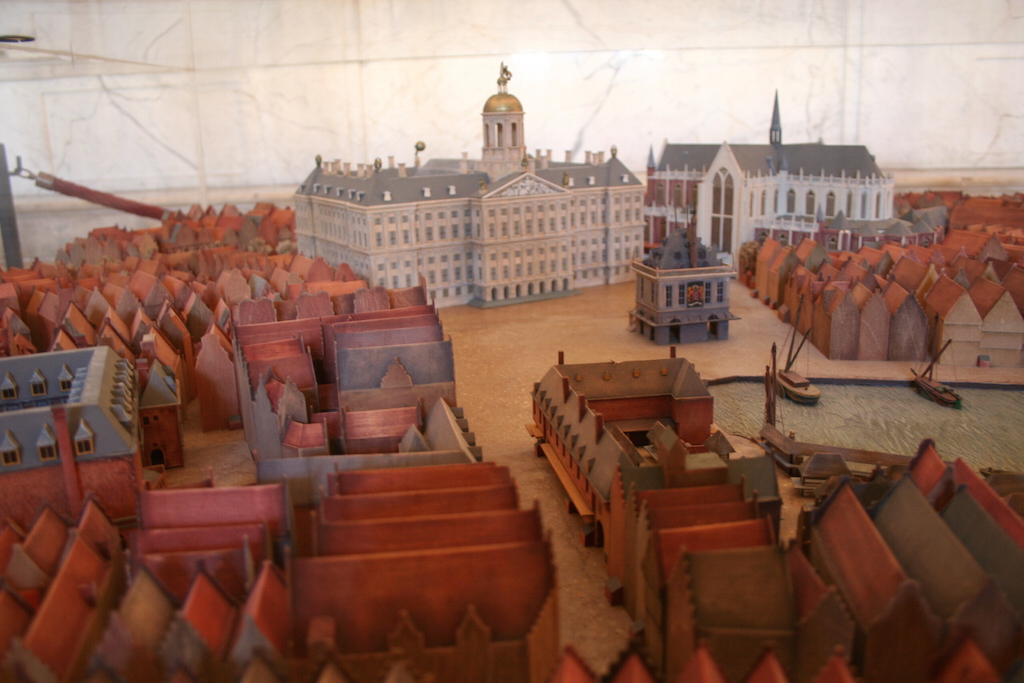
Model náměstí Dam s radnicí, Waag, Nieuwe Kerk a Vismarkt v popředí. Vpravo voda Damraku. Vystaveno v paláci na náměstí Dam; 2005.

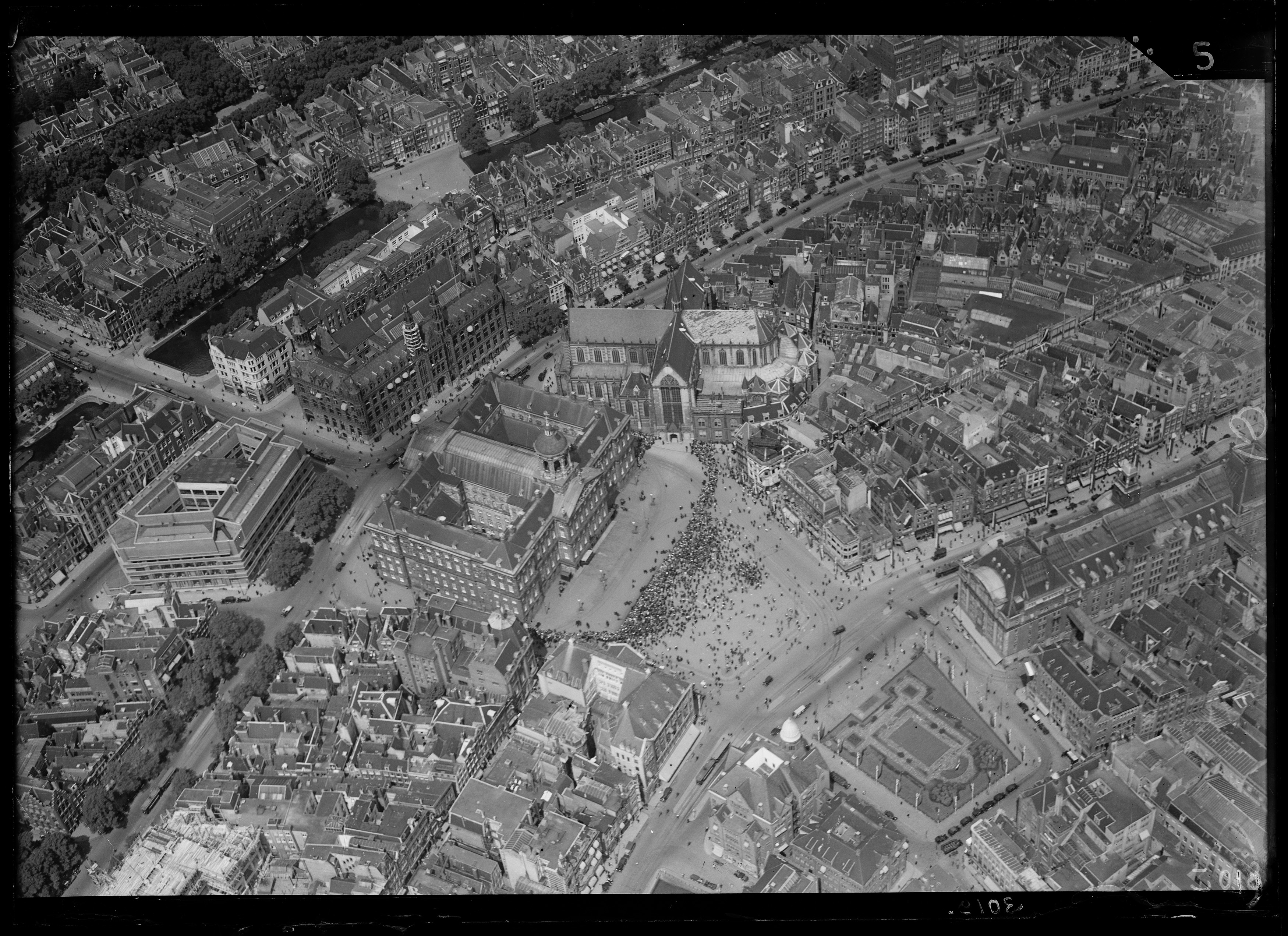
Letecký snímek na náměstí severozápadní části. Uprostřed je palác na náměstí Dam a kostel Nieuwe Kerk. Napravo od Dampleinu je Damplantsoen (nyní se zde nachází národní památník); cca rok 1930. Letecké oddělení, 1920-1940.

Dam (nizozemsky: De Dam, anglicky: Dam Square) je náměstí situované v centru města Amsterdam, v hlavním městě Nizozemska. Je to jedno z nejznámějších náměstí v této zemi, které tvoří historické centrum města a místem mnoha událostí celostátního významu. Na náměstí jsou tyto významné budovy, Koninklijk Paleis (česky: Královský palác), kostel Nieuwe Kerk a Nationaal Monument (česky: Národní památník), kde se každoročně koná událost Nationale Dodenherdenking (česky: Den národních památek).

## Popis lokality
Náměstí Dam se nachází cca 750 metrů směrem na jih od hlavního železničního nádraží v Amsterdamu (nizozemsky: Amsterdam Centraal Station). Náměstí má obdélníkový tvar, od severu k jihu je široké cca 100 metrů a směrem od západní strany k východu je dlouhé cca 200 metrů. Náměstí Dam uprostřed spojuje ulice Damrak a Rokin, které vedou skrz střed náměstí z hlavního železničního nádraží směrem na náměstí Muntplein. Dále jsem zde vedou také ulice Nieuwendijk, Kalverstraat, Warmoesstraat, Nes, Damstraat a Paleistraat.
Na náměstí je několik pamětihodností. Na západní straně je umístěna budova Paleis od de Dam, která dříve sloužila jako městská radnice, ale od roku 1808 je královským palácem. Další významné budovy jsou kostel Nieuwe Kerk a muzeum voskových figurín Madame Tassaud, které bylo otevřeno v roce 1970.
Na východní straně náměstí se nachází Národní památník (nizozemsky: Nationaal Monument), který byl postaven v roce 1956 na uctění památky obětem 2. světové války. Dále je na této straně umístěn Hotel Krasapolsky. Na severovýchodní straně se nachází amsterdamská pobočka obchodního domu De Bijenkorf. Historické budovy dělají z náměstí Dam turistickou atrakci. V lětě se zde vyskytuje také velké množství holubů.

## Historie
Náměstí Dam (česky: Přehrada) má svůj název podle původní skutečné funkcionality, kterou místo plnilo od počátku vzniku. Původně to byla vodní přehrada na řece Amstel, která byla postavena v letech 1204 až 1275. Přehrada utvořila první spojení mezi osadami Warmoesstraat a Nieuwendijk na obou stranách řeky Amstel. Součástí přehrady bylo stavidlo, které se dalo otevírat a vypouštět vodu velkým proudem směrem do řeky IJ. 
Po vybudování jiné ochranné hráze zde funkce přehrady zanikla. Původní prostor přehrady byl dostatečně velký, aby zde vzniklo náměstí, které se stalo centrem města a kolem kterého se město dále rozvíjelo. Tvar náměstí byl složen ze dvou čtverců. Místo kde stála původní přehrada dostalo jméno Middeldam. Západní část vznikala od roku 1390, až do 16. století a jmenovala se Plaetse. V roce 1795 byl název dočasně změněn na Revolutieplein a v době vlády Napoleona (1811–1813) se místo náměstí přejmenovalo na Napoleonplein. 
Část náměstí na straně obchodního domu De Bijenkorf se jmenovala Vissersdam, protože se zde obchodovalo s rybami. Rybí trh zde byl, až do roku 1841. Část náměstí blíže k ulici Rokin se jmenovala Vijgendam. Od roku 1957 došlo ke sloučení obou částí a náměstí nese až do dnešní doby jméno Dam (nizozemsky: De Dam). 
Náměstí Dam bylo od 14. století nejen geograficky, ale i administrativně centrem města Amsterdam. Stará městská radnice stála na západní straně Plaetse, mezi ulicemi Nieuwendijk a Kalverstraat, dokud nebyla zničena požárem v roce 1652. Poté zde byla postavena nová radnice Paleis op de Dam, nynější královský palác.  
Kostel Nieuwe Kerk vznikal od roku 1408 v místě severněji od městské radnice, který byl rozšiřován a zkrášlován až do 17. století. Dnes tato budova dominuje severozápadní straně náměstí Dam. 
Jako původní obchodní tržiště mělo náměstí Dam vybudovanou od roku 1341 budovu, ve které se vážilo zboží (nizozemsky: Waag) a která byla v roce 1565 nahrazena novou budovou. V roce 1808 však byla budova zbořena na příkaz Napoleona Bonaparte, který se usídlil v paláci na náměstí a budova mu překážela ve výhledu. 
Lodě mohly kotvit u náměstí a vykládat i nakládat zboží až do roku 1841, což v současnosti již není možné. V nejjižnější části náměstí byl v letech 1841 až 1845 vybudován burzovní palác Beurs van Zocher. Po výstavbě nového paláce Beurs van Berlage v roce 1903, byla původní budova zbořena. Obchodní dům De Bijenkorf zde působí od roku 1914. 
Původní budova klubovny De Groote Club, byla postavena na rohu ulic Kalverstraat a Paleisstraat v roce 1870, ale v roce 1914 byla nahrazena současnou novější budovou. Ve stejném roce zanikly staré budovy mezi ulicemi Kalverstraat a Rokin, včetně budovy Zeemanshoop a v roce 1917 byla otevřena nová budova Peek & Cloppenburg. Od roku 1991 zde sídlí také amsterdamská pobočka muzea Madame Tassauds. 

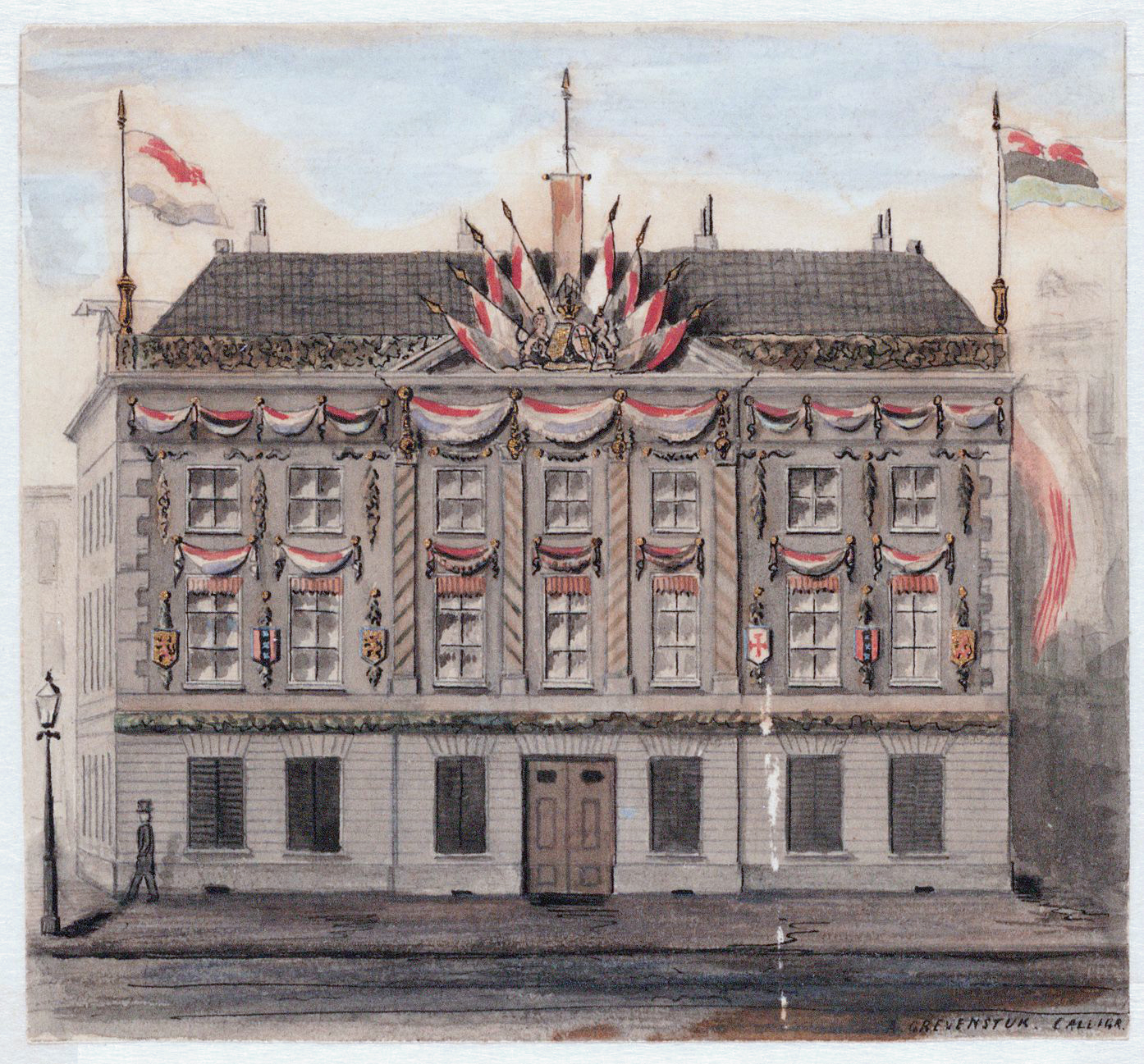
Výzdoba velitelského domu na počest sňatku Williama III. a Emmy van Waldeck-Pyrmont (1879)

Do začátku 20. století byla část mezi ulicemi Warmoesstraat a Nes, komplexem domů a uliček. Do roku 1912 stála na náměstí neoklasicistní budova Commandantshuis navržená městským architektem Jacobem Eduardem de Witte a postavená v letech 1774–1775. Budova byla později zbourána, aby se umožnil přístup do ulice Rokin. V roce 1913 byl na ulici Warmoesstraat postavena budova Polmanhuis. Nyní je budova součástí náměstí Dam. V roce 1950 tento dům získala společnost Grand Hotel Krasnapolsky, která jej přeměnila na hotel a udělala nový vchod do budovy, přímo z náměstí Dam.

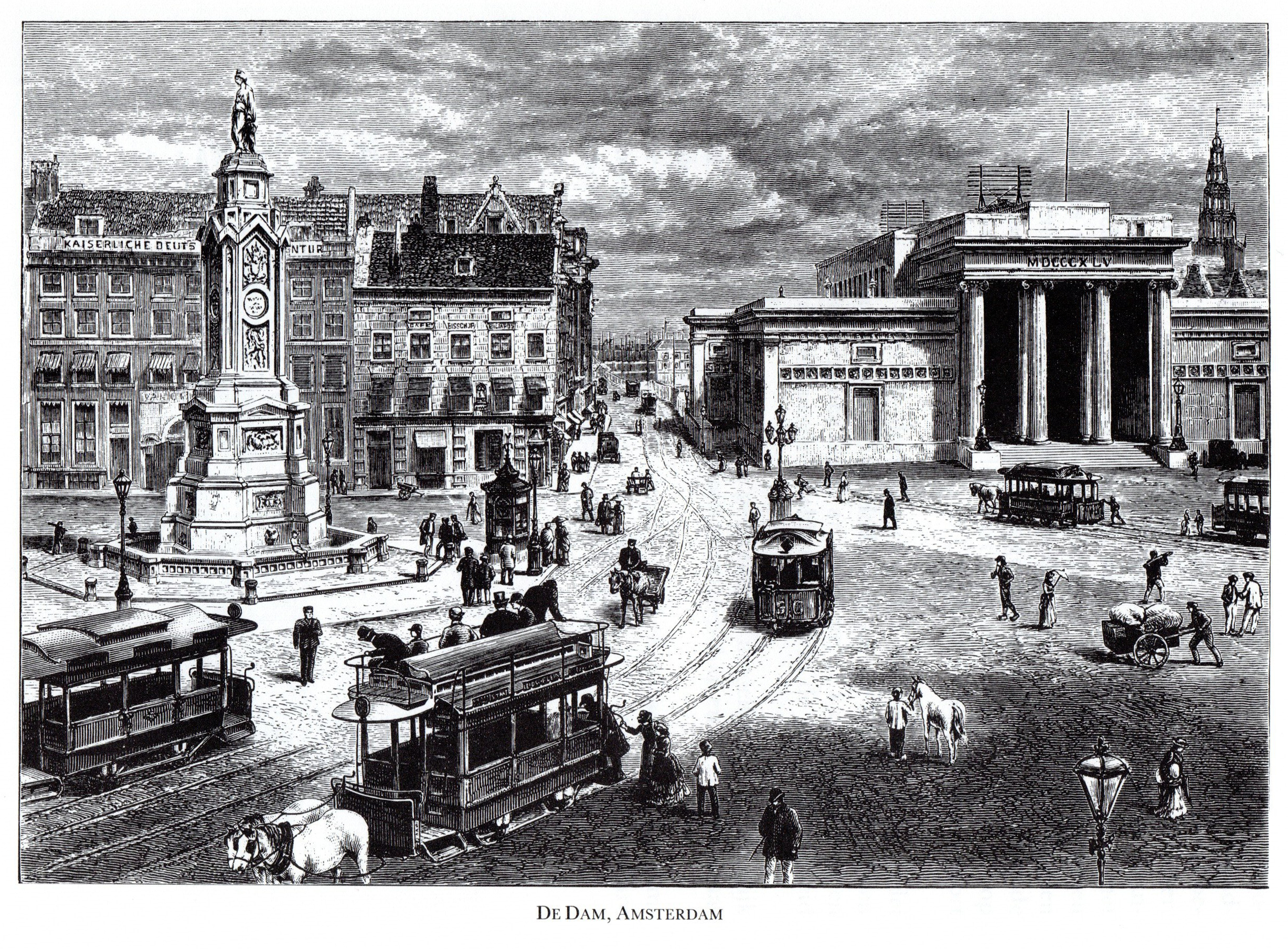
Náměstí kolem roku 1887 od Richarda Lovetta MA

Od roku 1916 vévodí jihovýchodním rohu náměstí budova národního hospodářského centra Gebouw Industria. V současné době budova nese název Industrieele Groote Club. Na místě mezi touto budovou a obchodním domem De Bijenkorf bylo také plánováno nově postavit hotel, kanceláře nebo další obchodní dům. V roce 1925 zde byla postavena budova Damplantsoen. Ta byla v roce 1947 nahrazena provizorním národním památníkem a od roku 1956 zde byl vystaven současný národní památník obětem druhé světové války Nationaal Monument.
Od roku 1856 až do roku 1914 stála na náměstí Dam před královským palácem socha De Eendracht, známá také jako Naatje van de Dam. Po odstranění této sochy kvůli chátrání a také kvůli přemístění tramvajových tratí se z části mezi ulicemi Kalverstraat a Nieuwendijk stalo jedno velké náměstí.
Tramvajové linky 2, 4, 12, 14 a 24 přímo projíždějí skrz náměstí Dam. Přímo na náměstí je umístěna zastávka. V době provozování koňské tramvaje (koncem 19. století) bylo náměstí nejdůležitější tramvajovou křižovatkou v Amsterdamu. Po roce 1904 toto prvenství připadlo jinému náměstí Stationsplein. Linka metra 52 vede pod náměstím Dam v hlubokém tunelu.

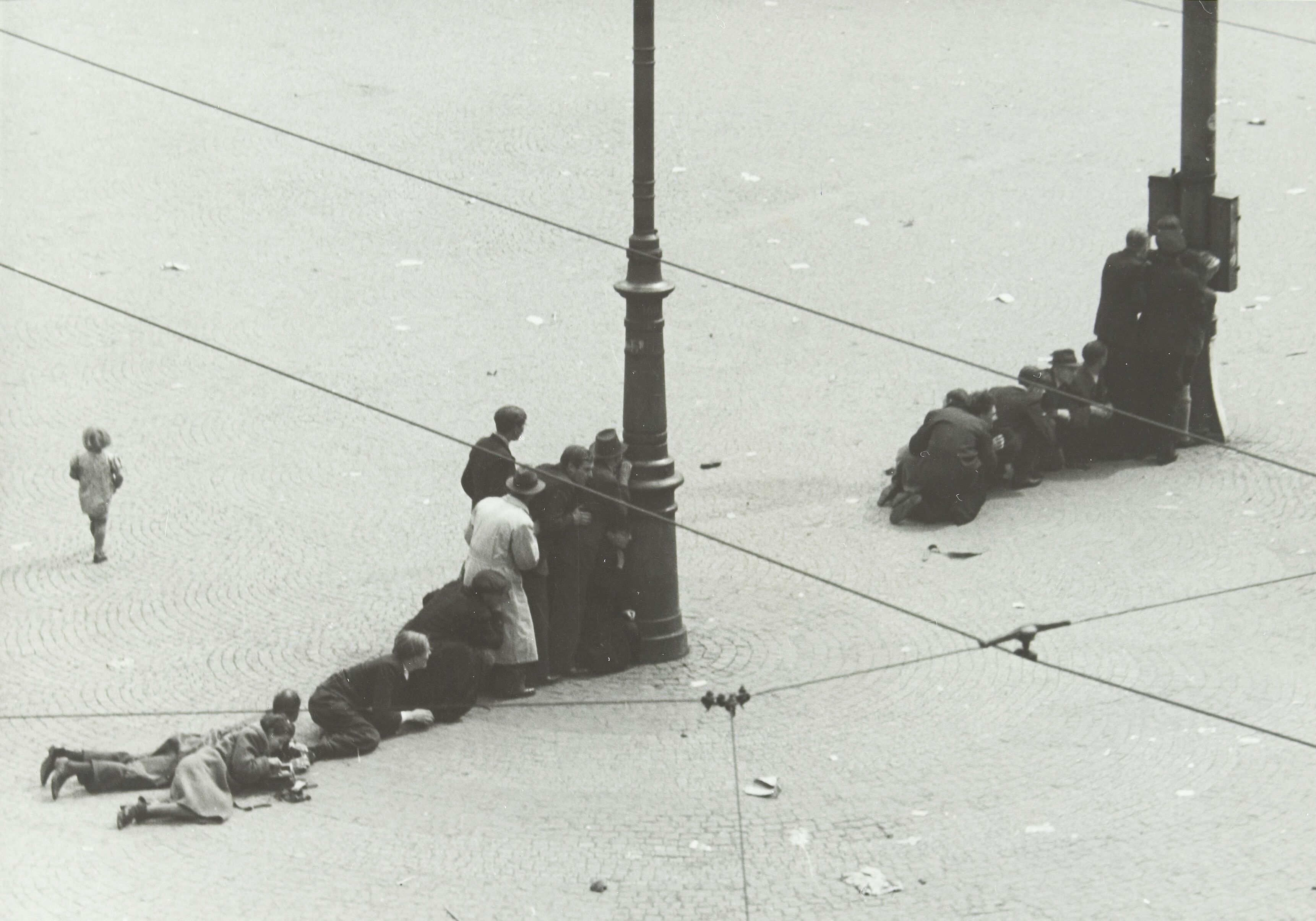
Lidé se při střelbě 7. května 1945 kryjí

7. května 1945, krátce po konci druhé světové války v Nizozemí došlo na náměstí Dam k masakru, když němečtí vojáci zahájili palbu na dav lidí probíhajícího večírku. 32 lidí bylo zabito a více než 100 lidí zraněno. Po válce zde byl vybudován národní památník. V roce 1946 zde měl projev i Winston Churchill, kterému tleskalo přibližně 30 000 lidí. Každoročně 4. května se na náměstí koná akce nazvaná Nationale Dodenherdenking (česky: Den národních památek).
V 19. a 20. století se postupem času proměnilo původně obchodní náměstí do nejznámějšího národního náměstí a kulturního centra v Nizozemsku.

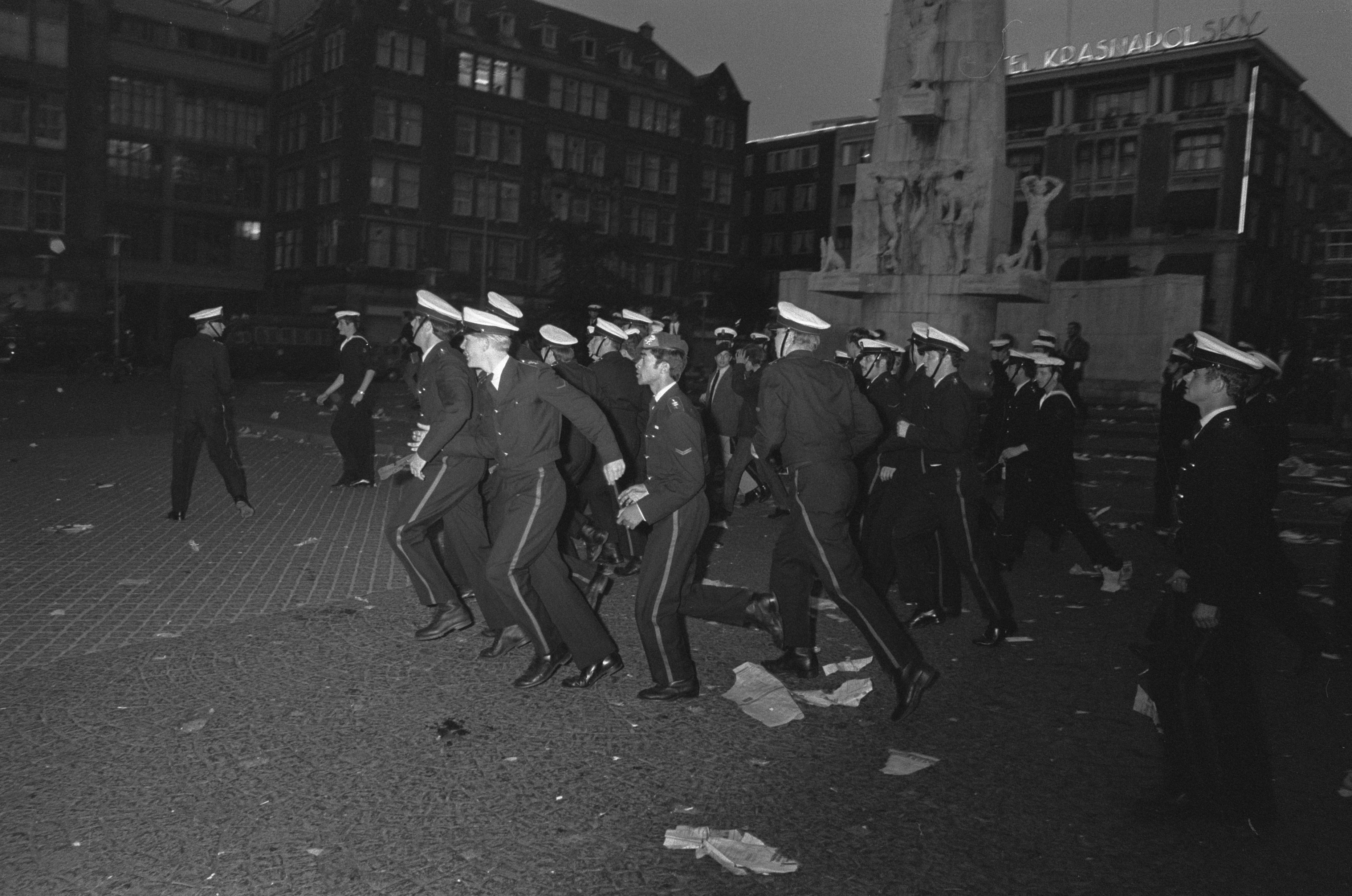
Námořnictvo vyklízí náměstí od hippies

Během povstání stavebních dělníků v červnu 1966 vypukly na náměstí Dam a v jeho okolí vážné nepokoje. Mezi lety 1969 a 1970 byl Amsterdam centrem kultury hippies. Mnoho hippies a alternativní mládeže strávilo noc ve spacácích kolem Národního památníku, což urazilo nespočet civilních obyvatel. Dne 24. srpna 1970 zde bylo nocování zakázáno, načež vypukly nepokoje. Další večer bylo náměstí vyklizeno nizozemským námořnictvem. Po této akci se hippies přestěhovali do Vondelparku, což místní úřady tolerovaly.
Náměstí Dam bylo v roce 2001 kompletně vydlážděno, čímž zmizel asfalt z minulých let. Část náměstí před královským palácem je mírně vyvýšená.
V roce 2010 byly pod náměstím Dam vyraženy dva tunelové tubusy metra linky Metrolijn 52, také známé jako trasy Noord/Zuidlijn.
Od roku 2016 se na náměstí nachází americká franšíza obchodu Ripley's Believe It or Not!